# Робиланте
Робиланте (итал. Robilante) — коммуна в Италии, располагается в регионе Пьемонт, в провинции Кунео.
Население составляет 2356 человек (2008 г.), плотность населения составляет 98 чел./км². Занимает площадь 24 км². Почтовый индекс — 12017. Телефонный код — 0171.
Покровителями коммуны почитаются святой Донат и святая Анна, празднование в третье воскресение июля.

## Демография
Динамика населения:

## Администрация коммуны
- Официальный сайт: https://web.archive.org/web/20100414111354/http://www.comunerobilante.it/